# Shiny Entertainment
Shiny Entertainment – amerykańskie przedsiębiorstwo produkujące gry komputerowe z siedzibą w Laguna Beach, w Karolinie Południowej. Stworzyło serię gier Earthworm Jim, MDK i tytuły oparte na marce Matrix. Spółka została założona przez Davida Perry'ego w październiku 1993, zaś w 2007 połączyła się z The Collective, dając początek Double Helix Games.

## Historia

### Utworzenie
W 1991 r. David Perry pracował dla Probe Software w Londynie, biorąc udział w produkcji egranizacji filmu Terminator na konsolę Mega Drive/Genesis. Ta miała zostać opublikowana przez Virgin Games, mające swą siedzibę w Irvine. Perry zgodził się ukończyć prace nad grą w USA, rozpoczynając pracę z Virgin Games USA. Tam stworzył, m.in. dla sieci restauracji McDonald's, Global Gladiators oraz Cool Spot dla 7-Up's. Udzielał się we wczesnych pracach nad Disney's The Jungle Book i pracował nad Disney's Aladdin z Virgin Games USA i Sega of America. Ta ostatnia okazała się komercyjnym sukcesem.
W tamtym czasie Perry otrzymał zieloną kartę. Dzięki zawarciu umowy z Playmates Interactive Entertainment na trzy tytuły, zyskał środki na założenie studia, które przyjęło nazwę Shiny Entertainment Inc. Przedsiębiorstwo rozpoczęło działalność w październiku 1993.
Pierwszą grą studia był Earthworm Jim na Sega Mega Drive/Genesis. Produkcja odniosła komercyjny sukces i zdobyła tytuł „gry roku”. Potem na bazie gry utworzono serial telewizyjny, komiksy, zabawki i inne produkty. Gra oraz jej kontynuacja, Earthworm Jim 2 z 1995 roku, zostały potem wydane na inne platformy. W tym samym roku firma została kupiona przez Interplay Entertainment i połowa zespołu (8 osób, w tym bliski współpracownik Perry’ego, Doug TenNapel) opuściła Shiny, by stworzyć studio Neverhood. Sega i Nintendo także chciały kupić Shiny Entertainment, lecz im się nie udało. Zgodnie z Perrym, „zawsze chcieliśmy mieć pełną kontrolę”.
W 1997 roku byli pracownicy Shiny, Nick Bruty i Bob Stevenson opuścili spółkę, by stworzyć Planet Moon Studios.
Po dwóch grach z serii Earthworm Jim, Shiny stworzyło MDK, grę akcji 3D i jeden z prekursorów strzelanin trzecioosobowych. Gra została opublikowana w 1997. Interplay opublikował MDK we współpracy z Playmates Interactive Entertainment.
W 2000 Shiny Entertainment opublikowało dwie gry z różnych gatunków: grę akcji 3D Messiah i grę RTS 3D Sacrifice. Żadna z nich nie odniosła takiego sukcesu jak poprzednie produkcje. Messiah była postrzegana przez profesjonalnych recenzentów jako zbyt wcześnie wydana i mająca problemy techniczne. Sacrifice była dobrze przyjęta przez krytyków, lecz nie odniosła komercyjnego sukcesu.

### Przejęcie przez Infogrames
W 2002 firma Shiny została kupiona przez Infogrames, które później zmieniło nazwę na Atari, za 47 milionów dolarów. Wraz z firmą Infogrames kupiło projekt Enter the Matrix. Pomimo oziębłości krytyków, Enter the Matrix było komercyjnym sukcesem. Shiny stworzyło kolejną grę bazującą na tej samej licencji, The Matrix: Path of Neo, którą wydano w 2005. Ponownie spotkała się z oziębłością krytyków, lecz była tak wielkim sukcesem jak poprzednia.
Perry rozpoczął prace nad nowym projektem Earthworm Jim na PlayStation Portable i nową grą walki zatytułowaną Age of Elements. Na E3 2006, żadna z nich nie była skończona.
Atari ogłosiło plan sprzedania wszystkich swoich studiów dlatego Perry zrezygnował z pracy. 2 października 2006 Foundation 9 Entertainment kupiła Shiny Entertainment. W październiku 2007 Foundation 9 połączyła Shiny Entertainment z The Collective, by stworzyć Double Helix Games.

## Gry
- Earthworm Jim (1994)
- Earthworm Jim 2 (1995)
- MDK (1997)
- Wild 9 (1998)
- R/C Stunt Copter (1999)
- Messiah (2000)
- Sacrifice (2000)
- Enter the Matrix (2003)
- The Matrix: Path of Neo (2005)
- The Golden Compass (2007)